# San Isidro Miramar
San Isidro Miramar är en ort i Mexiko.   Den ligger i kommunen San Agustín Loxicha och delstaten Oaxaca, i den sydöstra delen av landet, 500 km sydost om huvudstaden Mexico City. San Isidro Miramar ligger 1 319 meter över havet och antalet invånare är 212.
Terrängen runt San Isidro Miramar är varierad. Runt San Isidro Miramar är det ganska tätbefolkat, med 83 invånare per kvadratkilometer. Närmaste större samhälle är San Agustín Loxicha, 3,6 km norr om San Isidro Miramar. I omgivningarna runt San Isidro Miramar växer i huvudsak städsegrön lövskog.